# 小行星6924
小行星6924（6924 Fukui）是一颗绕太阳运转的小行星，为主小行星带小行星。该小行星于1993年10月8日发现。

## 轨道参数
小行星6924的轨道半长轴为3.3907907 UA，离心率为0.099。